# Chiesa di Santa Maria Assunta (Santo Stefano d'Aveto)
La chiesa di Santa Maria Assunta - è un luogo di culto cattolico situato nella frazione di Allegrezze, lungo la strada provinciale 654 della Val di Nure, nel comune di Santo Stefano d'Aveto nella città metropolitana di Genova. La chiesa è sede della parrocchia omonima e prevostura del vicariato di Bobbio, Alta Val Trebbia, Aveto e Oltre Penice della diocesi di Piacenza-Bobbio.

## Storia e descrizione

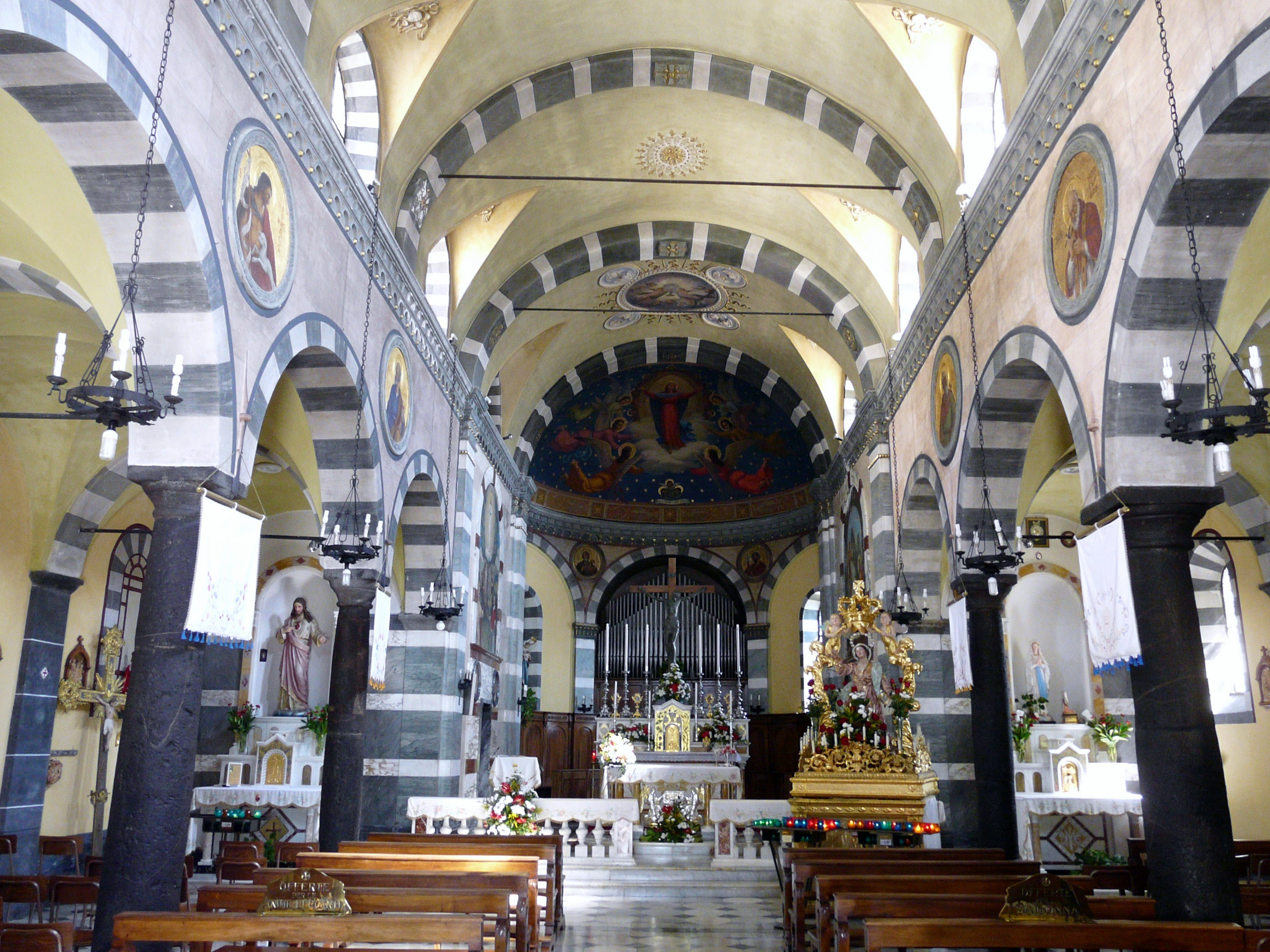
La navata centrale

Eretta parrocchia nel X secolo, i primi documenti sulla locale chiesa di Allegrezze risalgono al 1287 quando un cartario del monastero di San Pietro in Ciel d'Oro di Pavia accertò la presenza di una cappella dedicata alla Vergine Maria.
Dipendente fino alla metà del XVI secolo dal monastero pavese fu in seguito aggregata alla pieve di Ottone, in val Trebbia, in occasione della visita pastorale di monsignor Maffeo Gambara vescovo della diocesi di Tortona.
L'interno dell'edificio è diviso da colonne in ardesia - denominata anche "pietra nera" - e conserva sul muro della vasca battesimale un affresco raffigurante il Battesimo di Gesù di pittore sconosciuto, ma forse risalente al Cinquecento.